# كارلتون آرون
كارلتون آرون (بالإنجليزية: Carlton Aaron)‏ مواليد 3 نوفمبر 1979 في ذا برونكس، نيويورك، هو لاعب كرة سلة أمريكي معتزل. بدأ مسيرته الاحترافية في سنة 2005. يبلغ طوله 6 قدم 9 بوصة (2.1 م). اعتزل اللعب في 2010.

## المسيرة الاحترافية
لعب مع بليموث رايدرز في موسم 2005–2006، ثم لعب مع بليموث رايدرز في موسم 2006–2007، ثم لعب مع سري سكورشرز في سنة 2007.

## روابط خارجية
- كارلتون آرون على موقع الدوري الأوروبي لكرة السلة (الإنجليزية)
- كارلتون آرون على موقع كرة السلة الأوروبية.كوم (الإنجليزية)
- كارلتون آرون على موقع كلية كرة السلة في سبورتس رفرنس.كوم (الإنجليزية)
- كارلتون آرون على موقع ريلجم (الإنجليزية)
- كارلتون آرون على موقع بروبوليرز (الإنجليزية)
- كارلتون آرون على موقع سبورتس رفرنس (الإنجليزية)